# Hans Botzong
Pas d'image ? Cliquez ici

a Compétitions nationales et continentales officielles uniquement.

b Matchs officiels uniquement.
Hans Botzong est un joueur allemand de rugby à XV qui a évolué en équipe d'Allemagne au poste d'ailier.

## Biographie
Hans Botzong est le capitaine de la première sélection allemande à jouer en tant que nation un match de rugby international le 17 avril 1927 face à la France à Colombes,. Il fait également partie de la première sélection vainqueur des Français, toujours en tant que capitaine le 15 mai 1927 à Frankfort,. Hans Botzong dispute au total six test matchs, tous contre la France, et il est le capitaine allemand à chacune de ses sélections. En club, il joue avec le Heidelberger RK, a qui il remporte le championnat d'Allemagne en 1927 et 1928.

## Palmarès
- Vainqueur du championnat d'Allemagne en 1927 et 1928

## Statistiques en équipe nationale
- 6 sélections
- 3 points (1 pénalité)
- sélections par année : 2 en 1927, 1 en 1928, 1 en 1929, 1 en 1930, 1 en 1931